# Tom Petty and the Heartbreakers (álbum)
Tom Petty and the Heartbreakers es el primer álbum de estudio del grupo estadounidense Tom Petty and the Heartbreakers, publicado por la compañía discográfica Shelter Records en noviembre de 1976.
Tras su publicación, el álbum obtuvo poca atención de la crítica en los Estados Unidos. Sin embargo, tras una gira del grupo por el Reino Unido, Tom Petty and the Heartbreakers alcanzó el puesto veinticuatro en la lista británica UK Albums Chart y el sencillo «Anything That's Rock 'n' Roll» se convirtió en un éxito en el país. Después de casi un año y varias reseñas positivas, el álbum entró en las listas estadounidenses de discos más vendidos, donde alcanzó el puesto 55 en Billboard 200 y fue certificado como disco de oro. El sencillo «Breakdown» entró en el top 40 de la lista de sencillos de los Estados Unidos, mientras que «American Girl» se convirtió en una de las canciones más radiadas del grupo hasta la actualidad.

## Lista de canciones
Todas las canciones escritas y compuestas por Tom Petty excepto donde se anota. 
| N.º | Título                           | Escritor(es)             | Duración |  |
| 1.  | «Rockin' Around (With You)»      | Tom Petty, Mike Campbell | 2:29     |  |
| 2.  | «Breakdown»                      |                          | 2:43     |  |
| 3.  | «Hometown Blues»                 |                          | 2:14     |  |
| 4.  | «The Wild One, Forever»          |                          | 3:03     |  |
| 5.  | «Anything That's Rock 'n' Roll»  | Tom Petty, Mike Campbell | 2:24     |  |
| 6.  | «Strangered In The Night»        |                          | 3:34     |  |
| 7.  | «Fooled Again (I Don't Like It)» |                          | 3:50     |  |
| 8.  | «Mystery Man»                    |                          | 3:03     |  |
| 9.  | «Luna»                           |                          | 3:58     |  |
| 10. | «American Girl»                  |                          | 3:34     |  |

## Personal
Tom Petty & The Heartbreakers
- Tom Petty: voz, guitarra eléctrica, guitarra acústica y teclados
- Mike Campbell: guitarra eléctrica y acústica
- Benmont Tench: piano, órgano Hammond y teclados
- Ron Blair: bajo y chelo
- Stan Lynch: batería y teclados

Otros músicos
- Jeff Jourard: guitarra eléctrica en temas 2 y 7
- Donald "Duck" Dunn: bajo en tema 3
- Emory Gordy: bajo en tema 6
- Randall Marsh: batería en tema 3
- Jim Gordon: batería en tema 6
- Noah Shark: maracas y pandereta
- Charlie Souza: saxofón en tema 3
- Phil Seymour: coros
- Dwight Twilley: coros